# 芹沢秀明
芹沢 秀明（せりざわ ひであき、1973年8月20日 - ）は東京都出身の俳優。フリーランス。
かつてはエンパシィ企画、劇団四季に所属していた。特技は英語とフランス語。

## 略歴
早稲田大学第一文学部卒業。加藤健一事務所養成所にて演技の基礎を学び、主に舞台で活躍。西山水木プロデュース（ラ・カンパニー・アン）の公演などに参加していた。
2003年、特撮ドラマ『超星神グランセイザー』の伝通院洸 / セイザーレムルズ役としてレギュラーで出演し、テレビ初出演を果たした。
2003年冬に自らの演劇ユニット（パセリプロ）を旗揚げ、初プロデュースを試みる。
結婚し現在は2児の父となっており、近年も舞台を中心に活動している。

## 出演

### テレビドラマ
- 超星神グランセイザー（2003年 - 2004年、テレビ東京） - 伝通院洸 / セイザーレムルズ 役
- 幻星神ジャスティライザー 第30話（2005年、テレビ東京） - 伝通院洸 役
- 国盗り物語（2005年、テレビ東京）- 織田信忠 役

### 映画
- ハッサクオペラ（2001年）
- ふたりのかたち（公開年不明）

### 舞台
- アンチゴーヌ（時期不明、劇団四季）
- 星の王子様（時期不明、江戸糸あやつり人形座）
- セロ弾きのゴーシュ（時期不明、江戸糸あやつり人形座）
- ミュージカル李香蘭（2005年、劇団四季）	- 王林
- ロゼット（2008年）
- お月さまへようこそ（2011年）
- 夜の来訪者（2011年）- ジェラルド

### オリジナルビデオ
- 超星神グランセイザー スーパーバトルメモリー（2005年） - 伝通院洸 / セイザーレムルズ 役
- 行け!ゴッドマン - ゴッドマン（声） 役

### 写真集
- 『星座の勇者 - 超星神グランセイザー公式フォトアルバム』雑草社、2004年5月（ISBN 4-921040-05-2）